# Ion Băieșu
Ion Băieșu (pseudonimul literar al lui Ion Mihalache, n. 2 ianuarie 1933, Aldeni, România – d. 21 septembrie 1992, New Jersey, SUA) a fost un scriitor român, dramaturg și autor de scenarii pentru televiziune și film. A lansat celebrul cuplu comic Tanța și Costel, în interpretarea a doi mari actori români, Coca Andronescu și Octavian Cotescu. A scris multe volume de schițe cu subiecte comice, explorând și genul dramatic. A publicat un singur roman, Balanța, ecranizat de Lucian Pintilie, iar postum a apărut și un Jurnal.

## Biografie
Ion Mihalache s-a născut la 2 ianuarie 1933 în satul Băiești din comuna Aldeni, în județul Buzău, într-o familie țărănească, părinți săi fiind Aurelia și Ion Mihalache. Și-a luat pseudonimul literar după numele satului natal (la sugestia poetului Victor Tulbure), onomastic legalizat la 9 martie1967, când i se aprobă schimbarea numelui din Mihalache în Băieșu. Copilăria i-a fost afectată de sărăcie și foame. Între 1940 și 1944 a urmat școala primară în satul natal Băiești și Poponeți. În 1944 s-a înscris la îndemnul preotului Ciomag la Liceul Comercial din Buzău, unde a fost premiant. Ca elev, a frecventat Cenaclul „Al. Sahia” din Buzău, condus de inginerul Gheorghe Ceaușu, unde este coleg cu Ion Gheorghe. Intenționa să plece să se angajeze la construcția Canalului Dunăre-Marea Neagră, însă în gara din Buzău a hotărât să meargă în schimb la București, unde s-a înscris la Școala de Literatură „Mihai Eminescu”.
În 1951 a fost admis atât la Facultatea de Filosofie, cât și la Facultatea de Filologie din București, instituții pe care avea să le absolve în 1961. Redactor la revista Albina (1952), Scânteia tineretului (1954-1964), redactor-șef la revista Amfitetru (1965-1968).
A debutat în 1956 cu volumul Necazuri și bucurii.
Cu volumul de povestiri Sufereau împreună (1965) a intrat pentru prima dată în atenția criticii literare, lăsând în urmă umorul facil care îi caracterizase creația de până atunci, pentru a explora personaje mai „complicate și stranii”, după cum scria criticul Gabriel Dimisianu.
În 1966 a înființat revista Amfiteatru, la care au scris Fănuș Neagu, Gabriel Dimisianu, Adrian Păunescu, Gheorghe Iova, Constanța Buzea și alții. În 1967 a publicat volumul Iubirea e un lucru foarte mare sau Câteva minunate povestiri despre Tanța și Costel. La cererea Televiziunii române a scris și un scenariu, după care s-a turnat serialul Tanța și Costel, consacrat de cuplul de actori Octavian Cotescu-Coca Andronescu. În 1969 a fost înlăturat de la conducerea revistei Amfiteatru, moment de la care a refuzat orice funcții oficiale, alegând să se susțină financiar din scris.
În 1970 a primit Premiul „I. L. Caragiale”al Academiei Române pentru dramaturgie, iar în 1979, Premiul Uniunii Scriitorilor pentru volumul În căutarea sensului pierdut. Ca scenarist a fost recompensat cu Premiul ACIN (1976, pentru Mere roșii și în 1979, pentru Omul care ne trebuie),cât și cu Premiul UCIN - 1992- in memoriam.
În memoria sa , la Buzău, s-a organizat în anul 1993 Festivalul de teatru „Ion Băieșu”, care și-a încheiat activitatea după doar două ediții.
În 1985 a publicat romanul Balanța, într-o variantă cenzurată. Versiunea integrală a cărții a apărut abia în 1990, cu o prefață de Eugen Simion. După jumătatea anului 1990, a început să lucreze împreună cu regizorul Lucian Pintilie la scenariul filmului Balanța, pe care nu a mai apucat să îl vadă. A murit la 21 septembrie 1992, în Statele Unite ale Americii. 

## Opera

### Piese de teatru
- Alibi (1978)[17]
- Ariciul de la dopul perfect
- Cine sapa groapa altuia
- Experimentul
- Gărgărița
- Mama s-a îndrăgostit
- Preșul
- Puterea dragostei
- Vinovatul
- Sursa
- Tanța și Costel
- Desu și Kant
- Tristețea vânzătorului de sticle goale
- Iertarea
- Reclamație
- Dresoarea de fantome
- În căutarea sensului pierdut
- Fantomiada
- Maestrul
- Boul si vițeii
- Vânătorii

### Scrieri epice
- Balanța (roman)
- Acceleratorul (nuvelă lungă)

- Un activist al suferinței

### Schițe, povestiri
- Necazuri și bucurii (1956)
- Cei din  urmă (1959)
- Noaptea cu  dragoste (schițe și nuvele, 1962)
- Oameni cu simțul umorului (1964)
- Sufereau împreună (1965)
- Pompierul  și opera (schițe  umoristice) (1976)
- Umorul la domiciliu (schițe umoristice) (1981)

### Scenarii de film
- Maiorul și moartea (1967) – în colaborare cu Alexandru Boiangiu
- Astă seară dansăm în familie (1972) – în colaborare cu Geo Saizescu
- Mere roșii (1976)
- Rătăcire (1978) – în colaborare cu Alexandru Tatos
- Omul care ne trebuie (1979)
- Grăbește-te încet (1982)
- Duminică în familie (1988) – în colaborare cu Nicolae Țic și Dan Marcoci
- De ce are vulpea coadă (1989)
- Harababura (1991)

- Balanța (1992) (după romanul "Balanța"), regia Lucian Pintilie
- Vinovatul (1991), regia Alexa Visarion
- Miracolul (1988), regia Tudor Mărăscu
- Omul din Buzău (1988) (scenariu TV)
- Sper să ne mai vedem (1985), regia Puși Dinulescu
- Aventura sub pământ (1982) (teleplay TV), regia Sergiu Ionescu
- Avocatul (1976), regia Octavian Sava, Dan Mihăescu, Grigore Pop (TV)
- Un text cu bucluc (1976) (scenariu film TV)
- Camera albă (1964), regia Virgil Calotescu
- Iubirea e un lucru foarte mare, regia Titi Acs, Cornel Popa (1962). Serial TV

## Distincții
Premiul „I. L. Caragiale” al Academiei, (1971)
Premiul Uniunii Scriitorilor, (1968, 1973, 1979)
Premiul Asociației Scriitorilor din București, (1978)
Premiul Asociației Cineaștilor pentru scenariile filmelor Mere roșii (1977) și Omul care ne trebuie (1978)